# Eleição municipal de Sorocaba em 2024
A eleição municipal da cidade brasileira de Sorocaba em 2024 teve o seu primeiro turno no dia 6 de outubro desse ano, no qual foram eleitos um prefeito, um vice-prefeito e 25 vereadores que são responsáveis pela administração da cidade paulista no mandato a se iniciar em 1 de janeiro de 2025 e com término em 31 de dezembro de 2028. O prefeito titular era Rodrigo Manga, do Republicanos, que por estar em seu primeiro mandato esteve apto a disputar a reeleição.
No primeiro turno, realizado em 6 de outubro, Rodrigo Manga, candidato pelo Republicanos, foi reeleito com 263.063 votos (73,75% dos votos válidos), seguido de Danilo Balas, candidato pelo PL, e Paulinho do Transporte, candidato pelo PT, os quais obtiveram, respectivamente, 48.445 (13,58%) e 44.447 votos (12,46%). Pela Câmara Municipal, Caio Oliveira, do Republicanos, foi o vereador mais votado da cidade, com 12.090 votos (3,56% dos votos válidos); o partido que mais obteve cadeiras na câmara legislativa foi o Republicanos, com sete assentos.

## Calendário eleitoral
| Início        | Fim           | Atividades | Status    |
| ------------- | ------------- | --- | --------- |
| 7 de março    | 5 de abril    | Janela partidária para vereadores trocarem de partido visando concorrer às eleições sem perder o mandato. | Realizado |
| 6 de abril    | 6 de abril    | Data-limite para todas as legendas e federações partidárias obterem o registro dos estatutos no TSE e para todos os candidatos terem domicílio eleitoral na circunscrição em que desejam disputar as eleições com a filiação deferida pelo partido. | Realizado |
| 15 de maio    | 15 de maio    | Início da campanha de arrecadação prévia de recursos na modalidade de financiamento coletivo para pré-candidatos, sem realização de pedidos de voto e obedecendo a regras relativas à propaganda eleitoral na Internet.                             | Realizado |
| 20 de julho   | 5 de agosto   | Realização de convenções partidárias para deliberar sobre coligações e escolher candidatos às prefeituras e aos cargos de vereador. Os partidos têm até 15 de agosto para registrar os nomes na Justiça Eleitoral.                                  | Realizado |
| 16 de agosto  | 16 de agosto  | Início das campanhas eleitorais de forma igualitária, podendo qualquer publicidade ou manifestação com pedido explícito de voto antes da data ser considerada irregular e multada.                                                                  | Realizado |
| 30 de agosto  | 3 de outubro  | Veiculação da propaganda eleitoral gratuita no rádio e na televisão. | Realizado |
| 6 de outubro  | 6 de outubro  | Realização do primeiro turno das eleições municipais. | Realizado |
| 11 de outubro | 25 de outubro | Veiculação da propaganda eleitoral gratuita no rádio e na televisão para o segundo turno. | Realizado |
| 27 de outubro | 27 de outubro | Realização de um eventual segundo turno nas cidades com mais de 200 mil eleitores em que o candidato a prefeito mais votado não tenha atingido a metade mais um dos votos válidos.                                                                  | Realizado |

## Candidatos à prefeitura
| Nº | Prefeito(a)  | Prefeito(a)            | Prefeito(a)       | Prefeito(a)                                                            | Vice-prefeito(a) | Vice-prefeito(a) | Vice-prefeito(a)    | Vice-prefeito(a)    | Vice-prefeito(a)                        | Coligação Partido(s)                                                                                               | Ref.        |
| Nº | Candidato(a) | Candidato(a)           | Partido Federação | Cargos relevantes                                                      | Candidato(a)     | Candidato(a)     | Candidato(a)        | Partido Federação   | Cargo relevante                         | Coligação Partido(s)                                                                                               | Ref.        |
| -- | ------------ | ---------------------- | ----------------- | ---------------------------------------------------------------------- | ---------------- | ---------------- | ------------------- | ------------------- | --------------------------------------- | --- | ----------- |
| 10 |              | Rodrigo Manga          | Republicanos      | - Vereador de Sorocaba (2013–2020); - Prefeito de Sorocaba (2021–2024) |                  |                  | Fernando Costa      | PSD                 | - Empresário                            | Sorocaba no Coração Republicanos, PSD, MDB, UNIÃO, PODE, PSB, Solidariedade, PMB, Avante, DC e MOBILIZA            | [ 6 ] [ 7 ] |
| 13 |              | Paulinho do Transporte | PT FE Brasil      | - Motorista de veículos de transporte coletivo de passageiros          |                  |                  | Magda Souza         | PSOL Fed. PSOL REDE | - Diretora de estabelecimento de ensino | Federação Brasil da Esperança e Federação Por Uma Sorocaba Melhor FE Brasil (PT, PCdoB e PV), Fed. PSOL REDE e PDT | [ 6 ] [ 8 ] |
| 22 |              | Danilo Balas           | PL                | - Deputado estadual de São Paulo (2019–presente)                       |                  |                  | Maria Alice Gonzaga | PL                  | - Professora de Ensino Superior         | Sorocaba Segura e Contra Corrupção PL, PP e PRD                                                                    | [ 6 ] [ 9 ] |
| 29 |              | Calebe Henrique        | PCO               | - Cabeleireiro e barbeiro                                              |                  |                  | Felipe Rodrigues    | PCO                 | - Administrador                         | Sem coligação | [ 6 ]       |

## Resultados

### Prefeito
| Candidato a prefeito     | Candidato a prefeito         | Candidato(a) a vice-prefeito(a) | Primeiro turno 6 de outubro de 2024 | Primeiro turno 6 de outubro de 2024 |
| Candidato a prefeito     | Candidato a prefeito         | Candidato(a) a vice-prefeito(a) | Total                               | %                                   |
| ------------------------ | ---------------------------- | ------------------------------- | ----------------------------------- | ----------------------------------- |
|                          | Rodrigo Manga (Republicanos) | Fernando Costa (PSD)            | 263.063                             | 73,75%                              |
|                          | Danilo Balas (PL)            | Maria Alice Gonzaga (PL)        | 48.445                              | 13,58%                              |
|                          | Paulinho do Transporte (PT)  | Magda Souza (PSOL)              | 44.447                              | 12,46%                              |
|                          | Calebe Henrique (PCO)        | Felipe Rodrigues (PCO)          | 754                                 | 0,21%                               |
| Total de votos válidos   | Total de votos válidos       | Total de votos válidos          | 356.709                             | 356.709                             |
| Votos apurados           |                              |                                 |                                     |                                     |
| Votos válidos            | Votos válidos                | Votos válidos                   | 356.709                             | 91,02%                              |
| Votos em branco          | Votos em branco              | Votos em branco                 | 12.891                              | 3,29%                               |
| Votos nulos              | Votos nulos                  | Votos nulos                     | 22.318                              | 5,69%                               |
| Total de votos apurados  | Total de votos apurados      | Total de votos apurados         | 391.918                             | 391.918                             |
| Eleitores                |                              |                                 |                                     |                                     |
| Comparecimentos          | Comparecimentos              | Comparecimentos                 | 391.918                             | 74,26%                              |
| Abstenções               | Abstenções                   | Abstenções                      | 135.854                             | 25,74%                              |
| Total de eleitores aptos | Total de eleitores aptos     | Total de eleitores aptos        | 527.772                             | 527.772                             |
| Total de seções: 1 638   |                              |                                 |                                     |                                     |
| Fonte: TSE               |                              |                                 |                                     |                                     |

| Partido | Partido      | Candidato              | Votos   | Votos (%) |
| ------- | ------------ | ---------------------- | ------- | --------- |
|         | Republicanos | Rodrigo Manga          | 263 063 | 73,75%    |
|         | PL           | Danilo Balas           | 48 445  | 13,58%    |
|         | PT           | Paulinho do Transporte | 44 447  | 12,46%    |
|         | PCO          | Calebe Henrique        | 754     | 0,21%     |
| Totais  | Totais       | Totais                 | 356 709 |           |

### Vereadores eleitos
| Candidato(a) | Candidato(a)           | Partido       | Votos  | Votos | Cidade de origem   | Unidade federativa/País |
| Candidato(a) | Candidato(a)           | Partido       | Total  | %     | Cidade de origem   | Unidade federativa/País |
| ------------ | ---------------------- | ------------- | ------ | ----- | ------------------ | ----------------------- |
|              | Caio Oliveira          | Republicanos  | 12.090 | 3,59% | Sorocaba           | São Paulo               |
|              | Ítalo Moreira          | UNIÃO         | 10.292 | 3,03% | São Paulo          | São Paulo               |
|              | Raul Marcelo           | PSOL          | 8.377  | 2,47% | São Pedro do Turvo | São Paulo               |
|              | João Donizeti          | UNIÃO         | 7.941  | 2,34% | Sorocaba           | São Paulo               |
|              | Fausto Peres           | PODE          | 7.103  | 2,09% | Sorocaba           | São Paulo               |
|              | Fernanda Garcia        | PSOL          | 6.860  | 2,02% | Sorocaba           | São Paulo               |
|              | Fabio Simoa            | Republicanos  | 6.099  | 1,80% | Sorocaba           | São Paulo               |
|              | Tatiane Costa          | PL            | 6.012  | 1,77% | Sorocaba           | São Paulo               |
|              | Iara Bernardi          | PT            | 5.828  | 1,72% | Sorocaba           | São Paulo               |
|              | Roberto Freitas        | PL            | 5.813  | 1,71% | São Paulo          | São Paulo               |
|              | Dylan Dantas           | PL            | 5.486  | 1,62% | São Paulo          | São Paulo               |
|              | Silvano Jr             | Republicanos  | 5.110  | 1,51% | Sorocaba           | São Paulo               |
|              | Fernando Dini          | PP            | 5.078  | 1,50% | Sorocaba           | São Paulo               |
|              | Vinicius Aith          | Republicanos  | 4.747  | 1,40% | São Paulo          | São Paulo               |
|              | Izidio                 | PT            | 4.735  | 1,40% | Álvares Machado    | São Paulo               |
|              | Cristiano Passos       | Republicanos  | 4.639  | 1,37% | Diadema            | São Paulo               |
|              | Toninho Corredor       | Agir          | 4.634  | 1,37% | Lagoa dos Gatos    | Pernambuco              |
|              | Claudio Sorocaba       | PSD           | 4.054  | 1,19% | Ivaiporã           | Paraná                  |
|              | Henri Arida            | MDB           | 3.844  | 1,13% | Sorocaba           | São Paulo               |
|              | Pastor Luis Santos     | Republicanos  | 3.623  | 1,07% | Santa Inês         | Maranhão                |
|              | Jussara Fernandes      | Republicanos  | 3.542  | 1,04% | Sorocaba           | São Paulo               |
|              | Péricles Régis         | Agir          | 3.323  | 0,98% | Lavras             | Minas Gerais            |
|              | Rodolfo Ganem          | PODE          | 3.274  | 0,96% | São Paulo          | São Paulo               |
|              | Rogerio Marques Munhoz | Agir          | 2.956  | 0,87% | Primeiro de Maio   | Paraná                  |
|              | Alexandre da Horta     | Solidariedade | 1.852  | 0,55% | Jacarezinho        | Paraná                  |